# Miyang
Miyang (kinesiska: Mi-lo-hsien-i-tsu-tzu-chih-ch’ü, 弥阳) är en häradshuvudort i Kina. Den ligger i provinsen Yunnan, i den sydvästra delen av landet, omkring 110 kilometer sydost om provinshuvudstaden Kunming. Antalet invånare är 539 725. Befolkningen består av 262 345 kvinnor och 277 380 män. Barn under 15 år utgör 19,0 %, vuxna 15-64 år 72 %, och äldre över 65 år 7,0 %.
Runt Miyang är det ganska tätbefolkat, med 134 invånare per kvadratkilometer. Miyang är det största samhället i trakten. Trakten runt Miyang består till största delen av jordbruksmark.
Genomsnittlig årsnederbörd är 1 039 millimeter. Den regnigaste månaden är juni, med i genomsnitt 228 mm nederbörd, och den torraste är januari, med 14 mm nederbörd.